# Coupe de France 2006 (wielrennen)
De 15e Coupe de France was een regelmatigheidscriterium van wielerwedstrijden op Franse bodem. De competitie vond plaats in 2006.

## Wedstrijden
|              |                    | Wedstrijd                  |                    | Winnaar               | Ploeg             |
| ------------ | ------------------ | -------------------------- | ------------------ | --------------------- | ----------------- |
| 18 februari  | Vlag van Frankrijk | Tour du Haut-Var           | Vlag van Italië    | Leonardo Bertagnolli  | Cofidis           |
| 19 februari  | Vlag van Frankrijk | Classic Haribo             | Vlag van Frankrijk | Arnaud Coyot          | Cofidis           |
| 19 maart     | Vlag van Frankrijk | GP Cholet-Pays de la Loire |                    | Chris Sutton          | Cofidis           |
| 31 maart     | Vlag van Frankrijk | Route Adélie de Vitré      | Vlag van Frankrijk | Samuel Dumoulin       | Ag2r Prévoyance   |
| 2 april      | Vlag van Frankrijk | GP Rennes                  | Vlag van Italië    | Paride Grillo         | Ceramiche Panaria |
| 13 april     | Vlag van Frankrijk | GP Denain                  | Vlag van Frankrijk | Jimmy Casper          | Cofidis           |
| 16 april     | Vlag van Frankrijk | Tro-Bro Léon               |                    | Mark Renshaw          | Crédit Agricole   |
| 18 april     | Vlag van Frankrijk | Parijs-Camembert           | Vlag van Frankrijk | Anthony Geslin        | Bouygues Télécom  |
| 22 april     | Vlag van Frankrijk | GP Villers-Cotterêts       | Vlag van Frankrijk | Émilien-Benoît Bergès | Auber 93          |
| 30 april     | Vlag van Frankrijk | Klimmerstrofee             | Vlag van Frankrijk | Didier Rous           | Bouygues Télécom  |
| 25 mei       | Vlag van Frankrijk | Ronde van de Vendée        | Vlag van Spanje    | Mikel Gaztañaga       | Atom              |
| 30 juli      | Vlag van Frankrijk | Polynormande               | Vlag van Frankrijk | Anthony Charteau      | Crédit Agricole   |
| 17 september | Vlag van Frankrijk | GP Isbergues               | Vlag van Frankrijk | Cédric Vasseur        | Quick Step        |
| 5 oktober    | Vlag van Frankrijk | Parijs-Bourges             | Vlag van Frankrijk | Thomas Voeckler       | Bouygues Télécom  |

## Eindstand
|     | Renner                | Punten |
| --- | --------------------- | ------ |
| 1.  | Lloyd Mondory         | 119    |
| 2.  | Lilian Jégou          | 108    |
| 3.  | Jimmy Casper          | 85     |
| 4.  | Philippe Gilbert      | 80     |
| 5.  | Anthony Geslin        | 75     |
| 6.  | Aljaksandr Oesaw      | 70     |
| 7.  | Emilien Benoît-Bergès | 68     |
| 8.  | Chris Sutton          | 65     |
| 9.  | Mark Renshaw          | 64     |
| 10. | Erki Pütsep           | 62     |

1992 · 1993 · 1994 · 1995 · 1996 · 1997 · 1998 · 1999 · 2000 · 2001 · 2002 · 2003 · 2004 · 2005 · 2006 · 2007 · 2008 · 2009 · 2010 · 2011 · 2012 · 2013 · 2014 · 2015 · 2016 · 2017 · 2018 · 2019 · 2020 · 2021 · 2022 · 2023 · 2024 · 2025